# Hyringa kyrkoruin
Hyringa kyrkoruin i Hyringa socken i Grästorps kommun, Västergötland, tillhörde Skara stift. Den raserades år 1870 då socknarna Hyringa, Malma och Längnum gemensamt uppförde Fridhems kyrka. Kvar i Hyringa finns den gamla kyrkogården med murresterna som undersöktes på 1960-talet.

## Kyrkobyggnaden
Den mark varpå kyrkan ursprungligen uppfördes tillhör ett förhistoriskt gravfält. Flera brandgropar och en älvkvarnssten har påträffats inne under kyrkans ursprungliga golv.
Långhuset bestod av en rektangulär byggnad av gråsten och mätte 12 x 10 meter utvändigt. I öst fanns ett 7 meter brett kor och i väst ett vapenhus av trä.
Åren 1710-11 tillbyggdes kyrkan i öster och fick ett tresidigt kor. Inne i kyrkan fanns tre murade gravkammare. En från 1700-talet i gamla koret, en var inrättad i nya koret och en i vapenhuset. Byggnaden beskrevs strax före raseringen som gammal och skröplig, men ansågs ändå i gott stånd. Klockorna hängde i en stapel. Redan 1817 föreslogs på biskopsvisitationen om en sammanslagning med grannsocknarna. Men först 1853 blev detta beslutat på sockenstämma varvid byggnaden revs 1868 . Murarna nedböts och fördes till nya kyrkplatsen där de återanvändes . På initiativ av hembygdsföreningen undersöktes byggnadsresterna av Johan Jakobsson, nämndeman från Malma, och Ingegerd Särlvik från riksantikvarieämbetet åren 1966-1968.

## Klockorna
Stora klockan hade runt om i övre kanten inom linjer, fördelat på fyra rader, följande inskription: Anno 1695 är denna klocka i Hyringa omgjuthen och formerat till Guds namns ähra och församb. nytta förmedelst cronones länsman Måns Anderssons och kyrkiowerdernas Gunnar Larsons och Anders Persons pådrifvande. Mitt på klockan stod bl.a. även Olaus Andreae past. i Tengene. Lilla klockan hade i övre kanten följande inskrift: Anno 1695 är denna klåcka i Hyringa omgjuten och förbättrat iil Guds heliga namps ähra och församblings nvha. Efter att kyrkan raserats såldes denna klocka till Vänersnäs kyrka där den senare förkom i branden.

## Runsten
I kyrkans södra yttervägg fanns en 2,52 meter lång och 0,30 meter bred runsten (Vg 116) inmurad. Tyvärr är den defekt och i övre delen avslagen. Dess inskription med vändrunor har tolkats som Torsten reste denna sten efter. Efter att kyrkan rivits restes stenen mot södra kyrkogårdsmuren.

## Fotnoter
1. 1 2  Västergötlands fornminnesförenings tidskrift, Sjätte delen, åttonde häftet, 1971, sid 362.
2. 1 2 3  Hjort: Beskrifning öfver Wiste härad i Skaraborgs län, 1902, sid 44.
3. ↑  Västergötlands runinskrifter, tredje häftet, 1958, sid 190.